# Obermettenwald
Obermettenwald ist ein Ortsteil des Marktes Metten im niederbayerischen Landkreis Deggendorf. Der Weiler liegt nordwestlich des Kernortes Metten.

## Sehenswürdigkeiten
In der Liste der Baudenkmäler in Metten ist für Obermettenwald ein Baudenkmal aufgeführt:
- Das Anfang des 19. Jahrhunderts errichtete ehemalige Kleinbauernhaus (Obermettenwald 9) ist ein erdgeschossiger Flachsatteldachbau mit Blockbau-Kniestock und Giebelschrot. Der ehemalige Wirtschaftsteil ist modern ausgebaut.